# Шипичный
Шипичный — посёлок в Свердловской области России, административно подчинённый городу Ивделю. Входит в Ивдельский муниципальный округ.
Посёлок находится в ведении исправительно-трудовых учреждений.

## Географическое положение
Посёлок Шипичный расположен в 43 километрах (по дорогам в 50 километрах) к северу от города Ивделя, в лесной местности, на правом берегу реки Лозьвы. В окрестностях посёлка расположены озёра-старицы.

## Население
| 2002 | 2010 |
| ---- | ---- |
| 190  | ↘41  |